# Armavir Stadium
L'Armavir Stadium (arménien : արմավիրի քաղաքային մարզադաշտ), connu sous le nom de Jubilee Stadium ou YubileYnyi Stadion (arménien : հոբելյանական մարզադաշտ) jusqu'en 2017, est un stade de football à Armavir, Arménie, actuellement en cours de réaménagement. Le stade a une capacité de 3 300 places.
Le stade fera partie de l'Armavir Football Academy actuellement en construction par la Fédération arménienne de football. Cependant, l'infrastructure du stade est vétuste, car il n'avait jamais été rénové depuis son inauguration.

## Histoire
Le stade a été inauguré en 1980 sous le nom de Jubilee Stadium (Yubileynyi Stadion en russe), à l'occasion du 60e anniversaire de la création de la République socialiste soviétique d'Arménie. Lors de son inauguration, le stade en comptait 2 distincts ; tribunes est et ouest, d'une capacité d'environ 10 000 spectateurs. Il abritait le FC Armavir jusqu'en 2003, date à laquelle le club a été dissous et s'est retiré du football professionnel.
En 1985, le stade a accueilli un seul match de la phase de groupes de la Coupe du monde de football des moins de 20 ans 1985 organisé par l'Union soviétique.

## Redéveloppement
Le 4 février 2016, la propriété du stade a été transférée à la Fédération arménienne de football par décision du gouvernement. Il est envisagé de moderniser le stade avec un investissement d'environ 1.65 million de dollars américains.
À la mi-2017, le stade a été fermé afin de subir un processus de reconstruction à grande échelle. Cependant, après plusieurs retards, le processus a finalement été lancé par la Football Federation of Armenia et achevé en novembre 2021. La tribune est du stade a été entièrement supprimée et remplacée par un terrain d'entraînement en gazon artificiel. La tribune principale a été entièrement reconstruite et transformée en une tribune toutes places d'une capacité de 3 100 places. Le stade qui est entouré de 3 terrains d'entraînement de taille normale a été officiellement rouvert le 30 novembre 2021.